# College Green

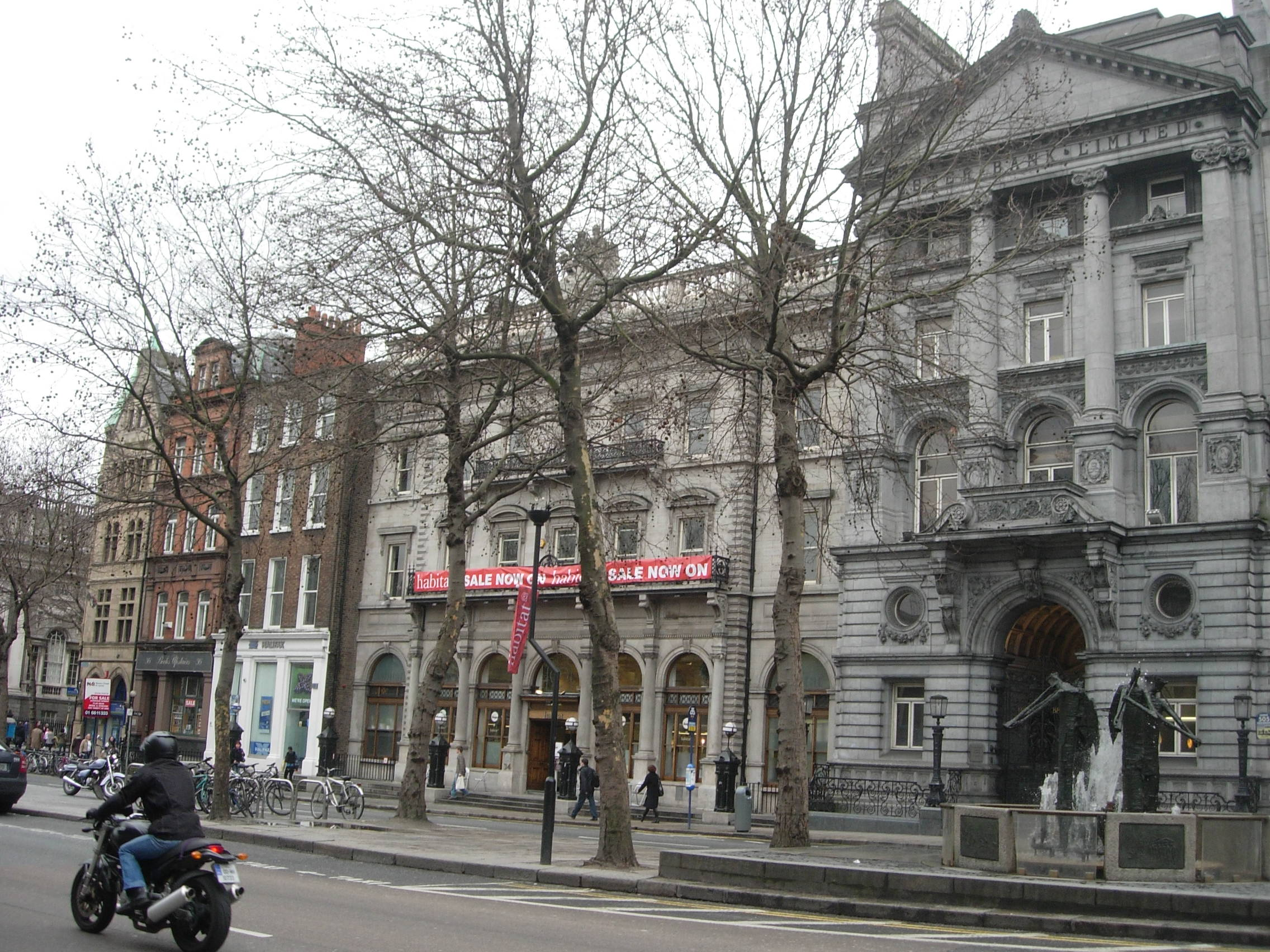
College Green.

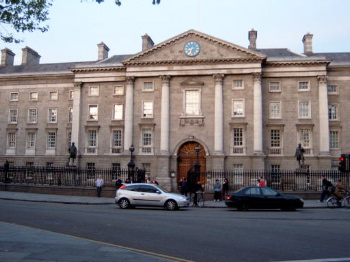
Trinity College.

College Green (en Irlandés: Faiche an Choláiste, en español: Universidad Verde) es una calle situada en el centro de Dublín, Irlanda, en el distrito de Dublín 2. Su trazado parte del Trinity College de la Universidad de Dublín y finaliza a la altura de la calle Anglesea (Anglesea St.), donde comienza la calle Dame (Dame St.).
En College Green se sitúan bancos como AIB, Ulster Bank y el Banco de Irlanda (en el edificio que fue el antiguo Parlamento de Irlanda). En ella también se halla el prestigioso Trinity College de la universidad. En sus inmediaciones, concretamente en la calle Dame (Dame St.) se encuentra la sede del Banco Central de Irlanda, mientras que en Foster Place se halla el Museo de Cera de Dublín.
- Datos: Q2748428
- Multimedia: College Green / Q2748428